# Посёлок Механизаторов (Тюменская область)
Механизаторов — поселок в Упоровском районе Тюменской области, входит в состав Буньковского сельского поселения. Расстояние до областного центра города Тюмени 165 км, районного центра села Упорово 25 км, села Буньково 2 км.

## Историческая справка
Из воспоминаний первого директора Буньковской МТС Андреева Корнила Иванович: «Контора МТС находилась в двухэтажном деревянном доме в селе Буньково, расположенная рядом с каменным магазином. В 1935 году стали строить первые деревянные мастерские. Из Коротковой привезли 5 домов, строили из старых скотных дворов». С 1935 по 1959 годы поселок назывался Буньковская МТС, с 1959 по 1961 годы — Буньковская РТС, с 1961 года — Упоровское районное объединении «Сельхозтехника» (СХТ), с 1968 года — поселок Механизаторов и был включен в состав Буньковского сельского поселения.
В 1980-е годы в поселке были кирпичный завод, пилорама, деревоперерабатывающая мастерская, клуб, детский сад, столовая, баня, магазин. В настоящее время после перестроечных 1990-х годов и закрытия в 2000 году «Сельхозтехники» остался детский сад, магазин и медицинский пункт.

## Население
| 1989. | 2002 | 2010 |
| 259   | 219  | 197  |

## Экономика
- В 1935 году была создана Буньковская МТС, на базе Пятковской, Суерской и Буньковской МТС, в 1959 году Буньковская РТС, в 1961 году переименована в Упоровское районное объединение «Сельхозтехника». Основателем Буньковской МТС и первым директором был Андреев Корнил Иванович. Александр Тимофеевич Батарчук, сменивший первого директора, проработал 20 лет, главный монтажный цех был построен при его руководстве. С 1964 по 1970 годы руководил предприятием Шляхтин Иван Исаакович, при нем построены: двухэтажная кирпичная контора, двухэтажные восьми и шестнадцати квартирные дома для рабочих, проходная, детский сад.[2]
- С 1948 года основано предприятие по выпуску кирпича, в 1990-е годы ликвидировано.[2]

## Культура
Клуб в поселке построили в 1963 году, в 2013 году его разобрали. Первые фильмы, показанные в клубе: «Василиса прекрасная», «Крепость на колёсах», «Гаврош», «Дело Румянцева» и другие.

## Транспортная инфраструктура
- Поселок расположен на трассе автодороги Буньково-Коркино.[2]
- В 2010 году до поселка построена асфальтированная дорога.[2]

## Галерея
- Механизаторов, снимок 2017 г.
- Механизаторов, снимок 2015 г.
- Механизаторов, слева детский садик, справа стоял клуб, 2015 г.
- Механизаторов, снимок 2015 г.